# 1617 aux échecs
| Années des échecs : 1614 - 1615 - 1616 - 1617 - 1618 - 1619 - 1620    |
| Décennies des échecs : 1580 - 1590 - 1600 - 1610 - 1620 - 1630 - 1640 |

Cet article présente les faits marquants de l'année 1617 aux échecs.

## Événements majeurs
- Pietro Carrera publie un livre sur certains aspects du jeu d’échecs Gioco Degli Scacchi. Il y propose d’agrandir l’échiquier de deux colonnes, en rajoutant une nouvelle pièce, le champion, qui combinerait les déplacements de la tour et du cavalier[1].